# Puerto Santa Eufemia
Puerto Santa Eufemia (en inglés: Port Albemarle) es un establecimiento en la isla Gran Malvina, en las islas Malvinas. Se encuentra en el extremo sur de la isla, en la zona este, en el extremo sur del estrecho de San Carlos en la bahía Santa Eufemia. La zona de la rotonda se considera que tiene unos de los paisajes más bellos de las islas Malvinas. Los islotes Franceses se encuentran cerca de aquí.
Sus coordenadas son 52°10'60" N y 60°27'0" E en formato DMS (grados, minutes, segundos) o -52.1833 y -60.45 (en grados decimales). Su posición UTM es PH71 y su referencia Joint Operation Graphics es SN20-03.
Debido a su gran puerto, Santa Eufemia se convirtió en una estación de sellado con éxito, durante el siglo XIX, y las ruinas de los edificios están actualmente en pie. Fue ampliada en el período posterior a la Segunda Guerra Mundial por la Compañía de Desarrollo Colonial como Ajax Bay, e incluyó su propia central eléctrica, embarcadero, chozas, etc. Todas ellas han sido abandonadas, pero todavía hay una estación de ovejas aquí, a cargo de León y Berntsen Pam.